# Веркуды
Верку́ды (бел. Вярку́ды) — агрогородок в Ушачском районе Витебской области Белоруссии. Центр Веркудского сельсовета.

## Географическое положение
Агрогородок Веркуды находится приблизительно в 80 км к западу от Витебска и в 19 км к востоку от городского посёлка Ушачи.

## Население
- 1996 год — 275 жителей, 105 двора[3].
- 2009 год — 279 жителей.

## Инфраструктура
В Веркудах функционируют средняя школа, клуб, библиотека, отделение связи.